# デイシス

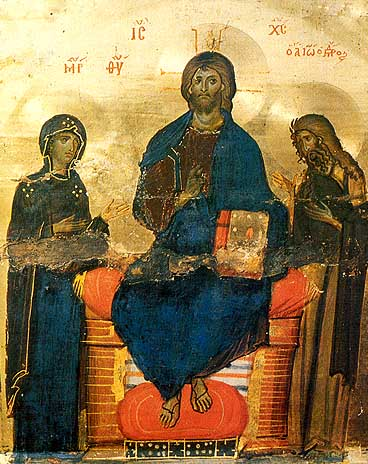
デイシスのイコン（シナイ山の聖カタリナ修道院、12世紀）

デイシス（ギリシア語: δέησις, ロシア語: Деисус, 英語: Deisis）とは、ビザンティン美術および後の正教会芸術において、伝統的なイコン。尊厳あるハリストス（キリストのギリシャ語読み）、もしくは全能者ハリストスの姿を表している。
ハリストス（キリスト）は玉座に座り、聖書を持ち、傍らに生神女マリヤと前駆授洗イオアン（洗礼者ヨハネ）が立った姿で描かれ、時には他の聖人や天使も描かれる。マリヤとイオアン、および他の描かれた者達は、人間のために嘆願するため、ハリストスに向かって手を挙げている姿で描かれる。
ハリストスの右手は祝福する形となっており（十字の描き方#祝福時を参照）、左手には聖書がある。ハリストスが座っている玉座は最後の審判を想起させるものであり、左手の聖書は人々に神の教えに従って生きよとの神の教えを示している。右手の祝福は、教えを守りきれない人々に対する、ハリストスの憐れみを表している。デイシスの前で祈る際には、悔い改めの心をもち、マリヤとイオアンの転達（執り成し）を願い、罪の赦しを願うように祈る事が正教会で教えられている。
マリヤとイオアン、および他の者が描かれることは、四人の福音記者もしくはその象徴がキリストの周りに描かれる事が普通である、西方教会における「尊厳なるキリスト」像の構図と異なる点である。デイシスの構図は西方においてもみられるものであり、特にビザンティン文化の影響下にあったイタリアの一部や、ヨーロッパの残りの地域にもみられるものである。「デイシス」も「尊厳なるキリスト」像も、西方教会においては中世の間に徐々に使用されなくなっていった。

## ギャラリー

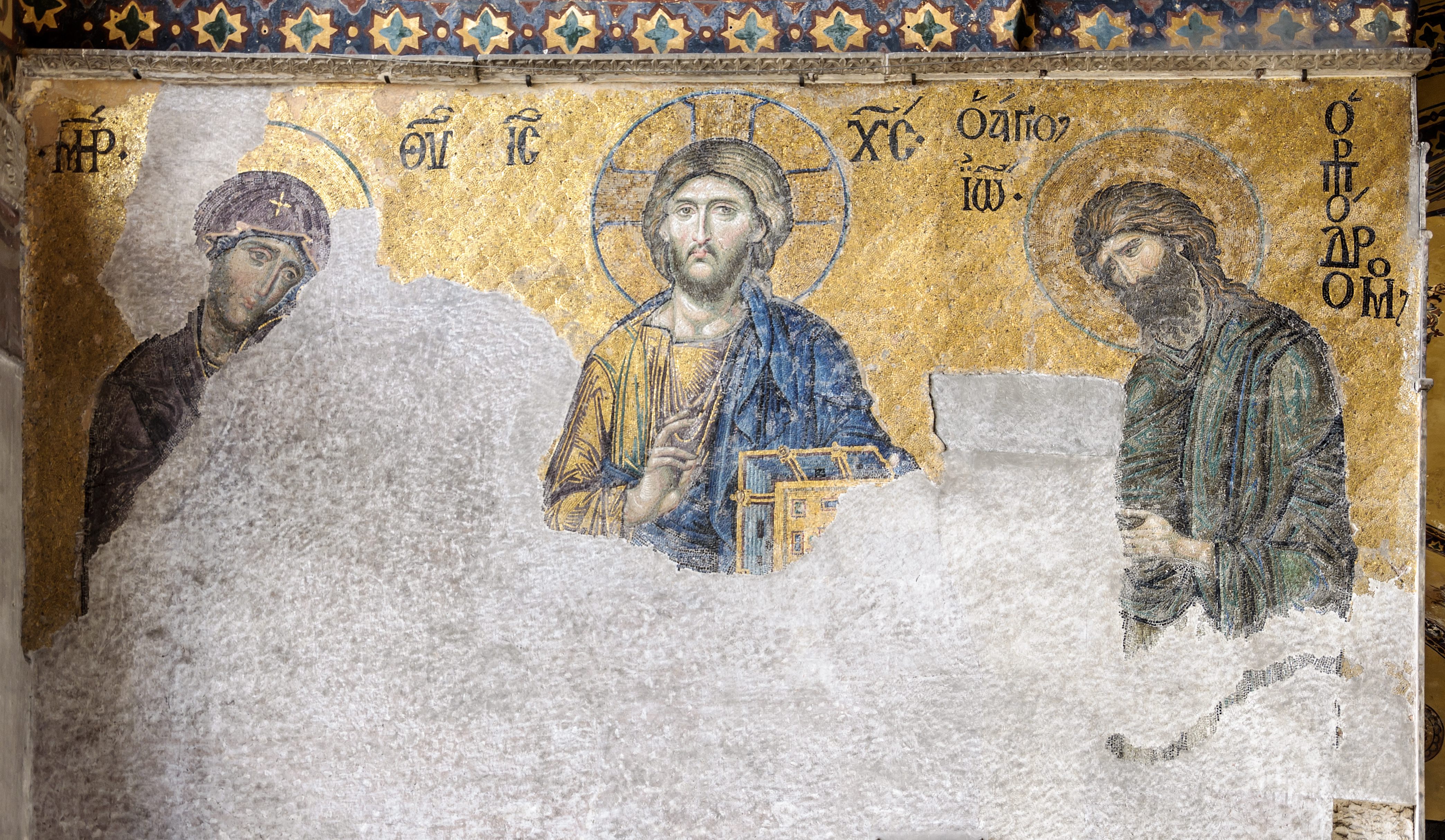
アギア・ソフィア大聖堂のモザイクイコン。12世紀
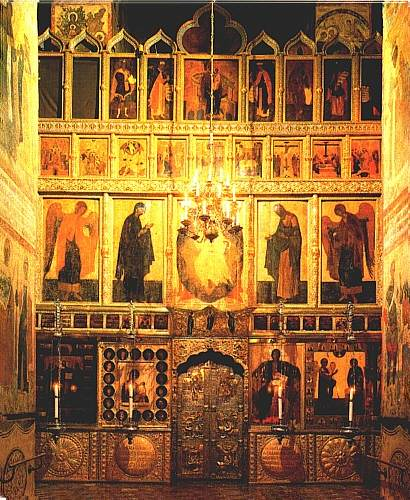
Five-panel中央下、デイシス（モスクワの生神女福音大聖堂のイコノスタス、クレタのセオファニスによる、1405年）
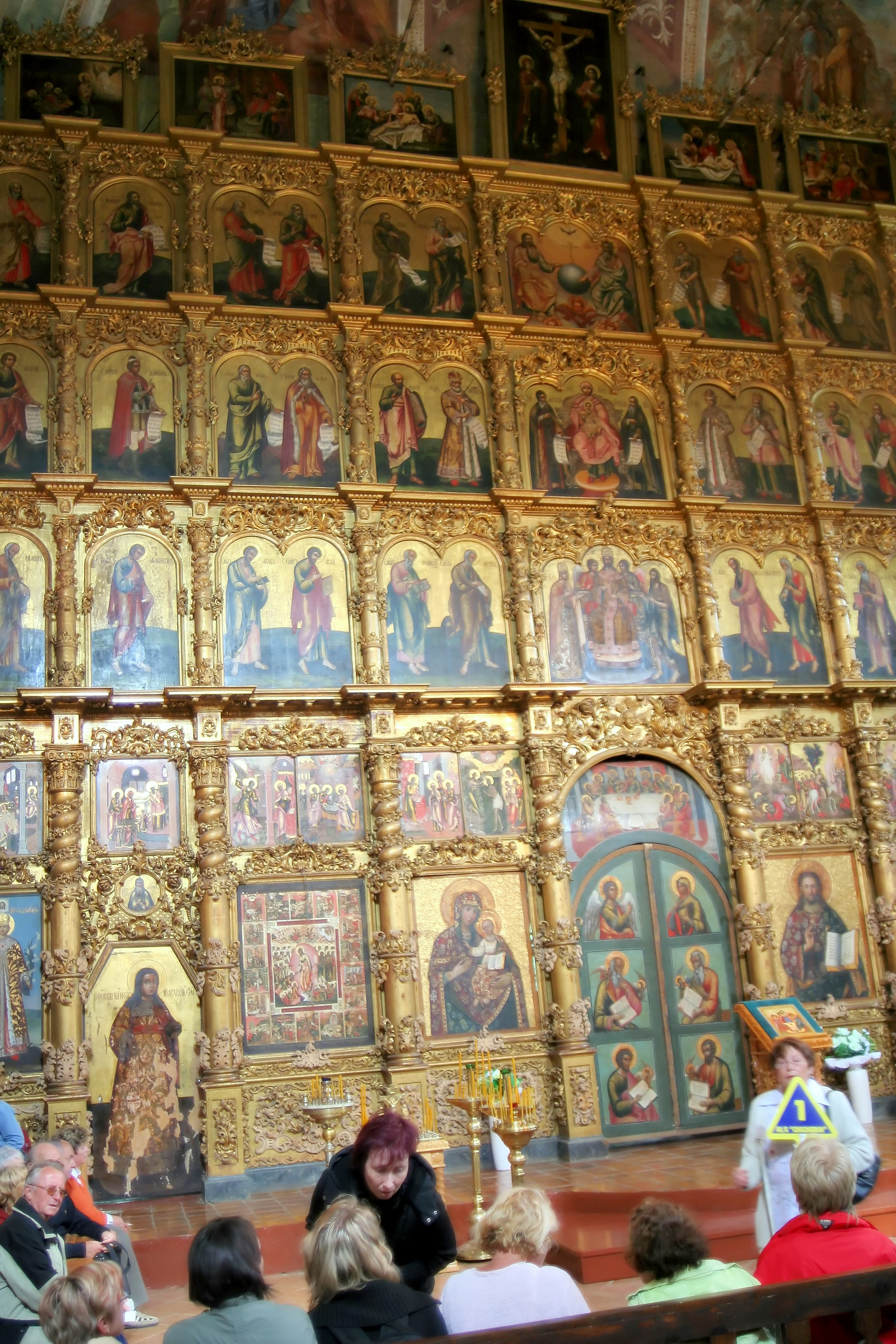
ウグリチの大聖堂のイコノスタス
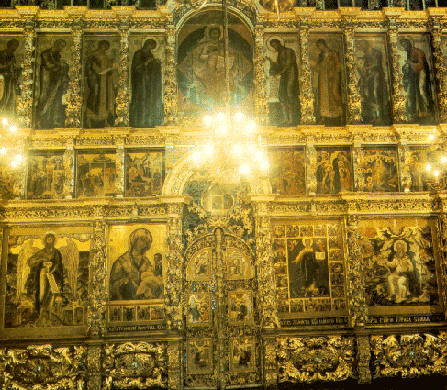
イコノスタス、十二大祭の上に掲げられたデイシス（ヤロスラヴリ）